# Seleuș (rijeka)
Seleuș je rijeka u Rumunjskoj, u županiji Mureș, lijeva pritoka rijeke Târnava Mică.